# Myślina (Opole)
Myślina [pronunciación en polaco: /mɨˈɕlina/] (en alemán: Mischline) es un pueblo ubicado en el distrito administrativo de Gmina Dobrodzień, dentro del Condado de Olesno, Voivodato de Opole, en el sur de Polonia occidental. Se encuentra aproximadamente a 7 kilómetros al suroeste de Dobrodzień, a 20 kilómetros al sur de Olesno, y a 31 kilómetros al este de la capital regional Opole.
El pueblo tiene una población de 600 habitantes.